# De ce există ceva mai degrabă decât nimic?

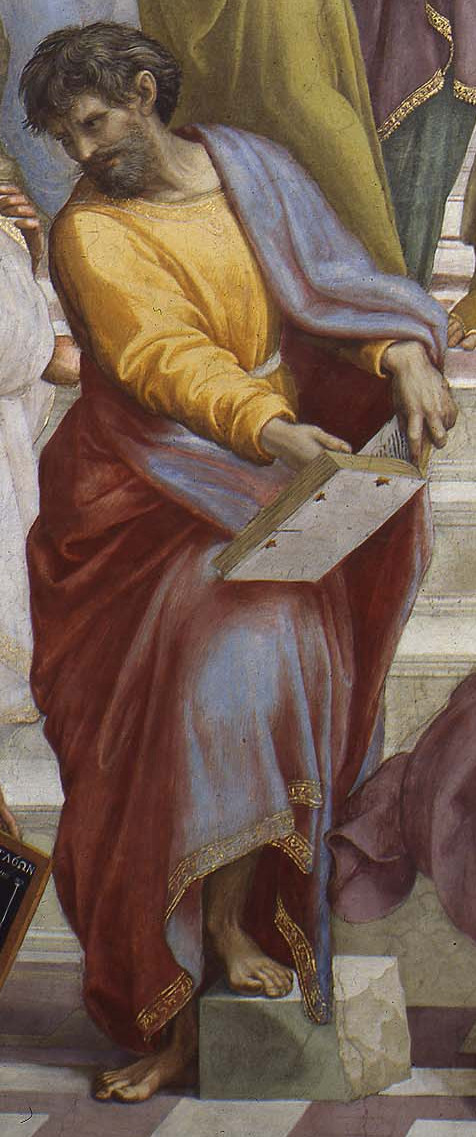
Această întrebare a fost pusă și scrisă de filozofi începând probabil cu Parmenide (c. 515 î.Hr.)

Întrebările referitoare la „de ce există ceva?” sau „de ce există ceva mai degrabă decât nimic” au fost puse sau comentate de filozofi, inclusiv de Gottfried Wilhelm von Leibniz, Ludwig Wittgenstein și Martin Heidegger - care a numit-o „întrebarea fundamentală a metafizicii”.

## Prezentare generală
Întrebarea este pusă la modul cuprinzător (general), mai degrabă decât referitoare la existența a ceva specific, cum ar fi universul sau multiversul, Big Bang-ul, legile matematice, legile fizice, timpul, conștiința sau Dumnezeu. Poate fi considerată o întrebare metafizică deschisă.

Punctul încercuit a fost folosit de pitagoricieni și de grecii din Antichitatea târzie pentru a reprezenta prima ființă metafizică, Monada sau Absolutul.

## Desprecauzalitate
Filozoful antic grec Aristotel a susținut că totul trebuie să aibă o cauză, culminând cu o ultimă cauză fără o cauză anterioară. (Vezi și patru cauze).
David Hume a susținut că, deși ne așteptăm ca totul să aibă o cauză din cauza experienței noastre cu privire la necesitatea cauzelor, o cauză poate să nu fie necesară în cazul formării universului, care este în afara experienței noastre. 
Bertrand Russell a avut o poziție de „fapt brut” când a spus: „Ar trebui să spun că universul este doar acolo, și atât”.
Filosoful Brian Leftow a susținut că întrebarea nu poate avea o explicație cauzală (întrucât orice cauză trebuie să aibă ea însăși o cauză) sau o explicație contingentă (întrucât factorii care dau contingența trebuie să preexiste) și că, dacă ar exista un răspuns, ar trebui să fie ceva care există neapărat (adică ceva care există, mai degrabă decât este cauzat). 

## Explicații
Gottfried Wilhelm Leibniz a scris:
De ce există ceva mai degrabă decât nimic? Motivul suficient [...] se găsește în substanță care [...] este o ființă necesară care poartă motivul existenței sale în sine.

Filosoful fizicii Dean Rickles a susținut că numerele și matematica (sau legile lor de bază) pot exista în mod necesar. 
Fizicianul Max Tegmark a scris despre ipoteza universului matematic, care afirmă că toate structurile matematice există fizic, iar universul fizic este una dintre aceste structuri. Potrivit ipotezei, universul pare reglat pentru viața inteligentă din cauza principiului antropic, în timp ce majoritatea universurilor ar fi lipsite de viață. 

## Critica întrebării
Filosoful Stephen Law a spus că este posibil ca întrebarea să nu aibă nevoie de răspuns, deoarece încearcă să răspundă într-un cadru spațio-temporal la o întrebare care se află în afara unui cadru spațio-temporal. El compară întrebarea cu întrebarea „ce este la nord de Polul Nord?”
Sidney Morgenbesser a răspuns la întrebare cu o apoftegmă : „Dacă nu ar fi nimic, tot te-ai plânge!”,  sau „Chiar dacă nu ar fi nimic, tot nu ai fi mulțumit!” 

### Fizica nu este suficientă
Fizicieni precum Stephen Hawking și Lawrence Krauss au oferit explicații care se bazează pe mecanica cuantică, spunând că într-o stare de vid cuantic particulele vor începe în mod spontan să existe. Laureatul cu Premiul Nobel Frank Wilczek este creditat cu aforismul: „Nimic este instabil”. Cu toate acestea, acest răspuns nu l-a satisfăcut pe fizicianul Sean M. Carroll, care susține că aforismul lui Wilczek explică doar existența materiei, dar nu și existența stărilor cuantice, a spațiu-timpului sau a universului în ansamblu. 

### Dumnezeu nu este suficient
Filosoful Roy Sorensen a scris în Enciclopedia Stanford a Filozofiei (în engleză Stanford Encyclopedia of Philosophy) că pentru mulți filozofi întrebarea este intrinsec imposibil de răspuns, precum cuadratura cercului și chiar și Dumnezeu nu poate răspunde suficient la această întrebare:
„Pentru a explica de ce există ceva, apelăm în mod standard la existența a altceva... De exemplu, dacă răspundem „există ceva pentru că Arhitectul Universal a dorit să existe ceva”, atunci explicația noastră dă de la sine înțeles existența Arhitectului Universal. Cineva care pune întrebarea într-un mod cuprinzător nu va admite existența Arhitectului Universal ca punct de plecare. Dacă explicația nu poate începe cu o entitate, atunci este greu de văzut cum este posibilă orice explicație. Unii filozofi concluzionează la întrebarea De ce există ceva mai degrabă decât nimic?: ei cred că întrebarea ne încurcă deoarece impune o cerere explicativă imposibilă, și anume „Deduceți existența a ceva fără a utiliza premise existențiale”. Logicienii nu ar trebui să se simtă mai rușinați de incapacitatea lor de a efectua această deducție față decât ar trebui să se simtă rușinați matematicienii care sunt incapabil să rezolve cuadratura cercului.

### Argumentul că „nimic” este imposibil
Filosoful presocratic Parmenide a fost unul dintre primii gânditori occidentali care au pus la îndoială posibilitatea nimicului. Mulți alți gânditori, precum Bede Rundle, s-au întrebat dacă nu cumva nimicul este o posibilitate ontologică. Nimicul ar putea fi doar un concept uman care este o construcție filozofică și inadecvat pentru o descriere a unei stări posibile sau pentru absenței stării.
Filosoful contemporan Roy Sorenson a respins acest fel de raționament. Curiozitatea, susține el, este posibilă „chiar și atunci când se știe că propoziția este un adevăr necesar”. De exemplu,  „dovada reductio ad absurdum că 1 - 1/3 + 1/5 - 1/7 +... converge la π/4" demonstrează de fapt că a nu converge la π/4 este imposibil. Cu toate acestea, nu oferă nicio perspectivă asupra motivului pentru care este imposibil să nu conveargă la π/4. În mod similar, chiar dacă „nimic” este imposibil, întrebarea de ce este așa pare a fi o întrebare legitimă.